# Hysterionica jasionoides
Hysterionica jasionoides là một loài thực vật có hoa trong họ Cúc. Loài này được Willd. mô tả khoa học đầu tiên năm 1807.